# Cystophora cristata

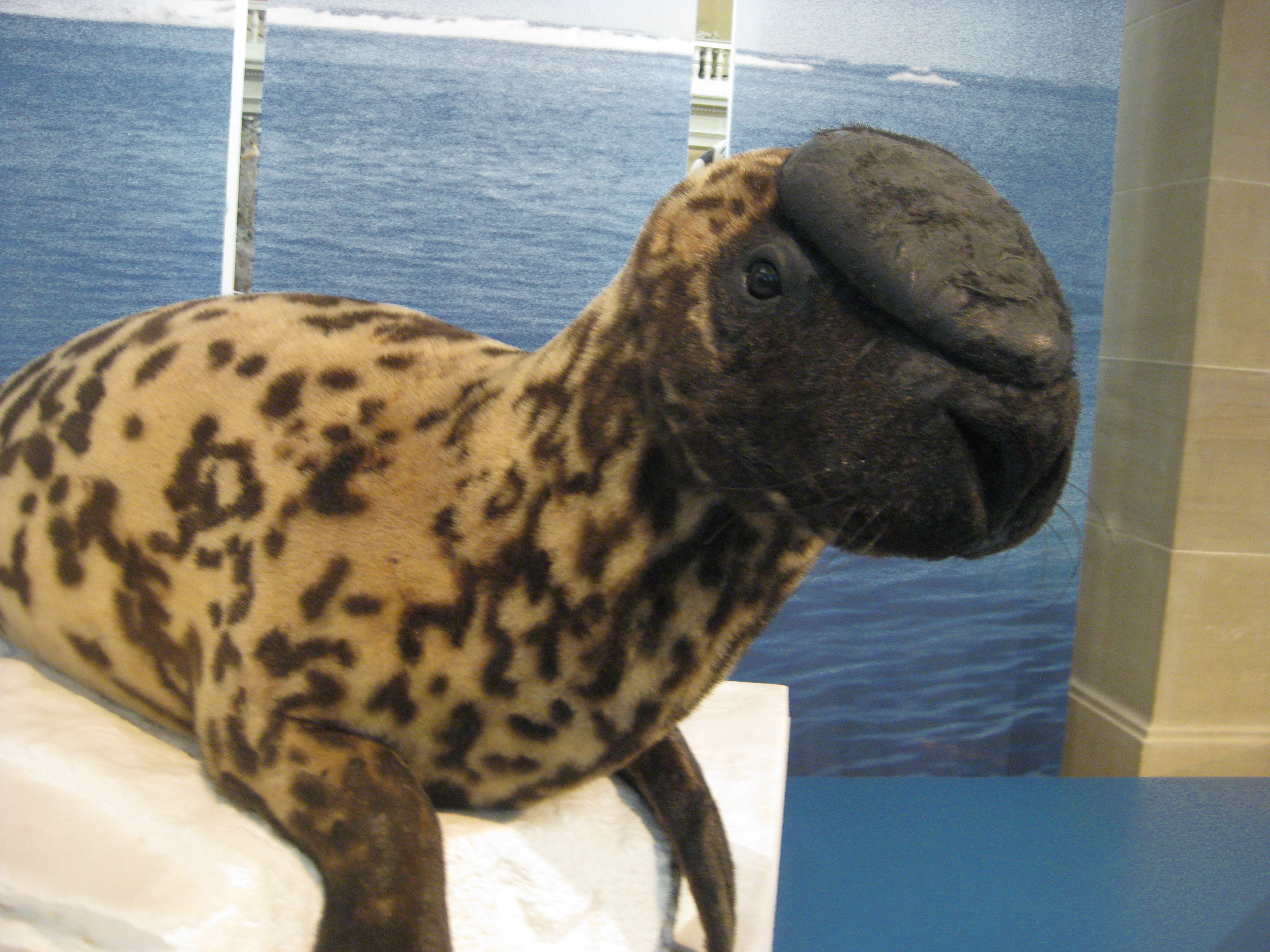
Cystophora cristata

La foca de casco o foca capuchina (Cystophora cristata) es una especie de mamífero carnívoro de la familia Phocidae. Es un animal pelágico, propio del Atlántico norte y el Océano Ártico.

## Taxonomía y etimología
La foca de casco fue descrita por Erxleben en 1777 en su obra Systema Regni Animalis. Es la única especie de su género y no se conocen subespecies. Su historia taxonómica ha sido un tanto compleja. Fue clasificada como emparentada con los elefantes marinos (Mirounga), que al igual que la foca de casco poseen una nariz hinchable, integrando con ellos la tribu Cystophorini, y las crías fueron descritas como una especie separada (Phoca mitrata) a principios del siglo XIX.
Su nombre científico, Cystophora cristata, deriva del griego kustis (vejiga) y phoros (que lleva, refiriéndose a la membrana nasal hinchable) y del latín cristata (crestada). El nombre vulgar alude al ensanchamiento de la cavidad nasal de los machos adultos que forma un “casco” o “capucha” sobre la cabeza.

## Descripción
Es una foca moteada de color marrón oscuro o negro, principalmente en el dorso y parte superior de los flancos, sobre un fondo gris plateado, pero en el agua se ven de un gris oscuro más uniforme. La faz es negra hasta la altura de los ojos. La coloración típica de los adultos se va desarrollando lentamente a partir del pelaje de los ejemplares juveniles (blanquecino por la parte inferior y gris azulado oscuro por la superior) que mantienen desde su nacimiento. Sus miembros son relativamente cortos, pero poderosos, haciendo de las focas de casco excelentes nadadoras y buceadoras.
Presenta un marcado dimorfismo sexual, siendo los machos de mayor tamaño que las hembras. La longitud cabeza-cuerpo de los machos adultos es de 260 cm de media (máximo 350) y en las hembras de 200 cm (máximo 300), pero la diferencia más importante entre los sexos es el peso, los machos pesan 300 kg de media y las hembras 160. Los cachorros al nacer miden 1 m y pesan 24 kg de promedio. Su rasgo más llamativo, del que toma su nombre vulgar la especie, es una protuberancia nasal hinchable que va desde los ojos al extremo del hocico, que el macho puede hinchar a voluntad con aire aumentando de tamaño, parenciendo entonces un balón oval bilobulado, cuyo apéndice valvular lo hace hermético. La capacidad de esta capucha se ha calculado en unos siete litros. En las hembras no está tan desarrollado y no es hinchable, sin embargo los machos cuando cierran una de las ventanas de la nariz y espiran, pueden hacer salir la membrana internasal, muy elástica, por la otra ventana de la nariz, generalmente la izquierda, formando un "globo" rojo del tamaño de un huevo de avestruz, que cuando está flácido cuelga a modo de probóscide sobre la boca.
El cráneo es relativamente corto, con el morro largo y amplio; la zona frontonasal es elevada y con la aperturas nasales más amplias que en ningún otro fócido. Tiene los dientes post-caninos muy espaciados y a modo de clavijas, su fórmula dental es la siguiente: 2/1, 1/1, 5/5 (post-caninos) = 30.

## Distribución y hábitat
Se encuentra principalmente en zonas de alta mar a lo largo del hielo flotante en el lado Atlántico del Ártico, de 47° a 80° N de latitud y concentrándose principalmente en la isla del Oso (Noruega), Islandia y el noreste de Groenlandia. Al menos estacionalmente se le puede encontrar en el estrecho de Davis y el interior del golfo de San Lorenzo. Durante el invierno se desplaza, siguiendo el frente de la banquisa, hacia el sur y en verano se retira a latitudes más árticas.

## Comportamiento
Tienen hábitos solitarios, formando grupos solamente en las épocas de reproducción.
Presenta uno de los períodos de lactancia más corto entre los mamíferos; generalmente las hembras destetan a sus crías a los cuatro días del nacimiento.